# CJLM-FM
CJLM-FM, s'identifiant en ondes sous O 103,5, est une station de radio québécoise localisée à Joliette au Québec appartenant à Arsenal Media et diffusant à la fréquence 103,5 MHz sur la bande FM d'une puissance de 4 500 watts.
Son slogan « Le meilleur de la musique dans Lanaudière» affirme la volonté de la station d'être un média rassembleur pour l'ensemble de la région en offrant du contenu local de qualité. Le M 103,5 FM était opéré par la Coopérative de radiodiffusion MF 103,5 de Lanaudière dont les actifs ont été acquis par Attraction Radio en septembre 2014.
Elle offre à ses auditeurs un style musical pop adulte en plus de faire la promotion des artistes locaux.

## Historique
C'est le 8 mai 1960 que la station amorce ses opérations sur la bande AM à la fréquence 1 350 kHz. À l'époque, la station était détenue par Radio-Richelieu ltée qui opérait également CJSO à Sorel.
La station changera de mains une première fois lors d'une transaction avec Radio de Lanaudière inc., puis une seconde fois en 1992, avec Jean-Pierre Coallier.

Ancien logo de la station

C'est également en 1992 que CJLM obtient le feu vert du CRTC pour basculer à sa fréquence actuelle sur la bande FM (103,5 MHz). Techniquement, la diffusion sur le FM débutera en 1996.
La Coopérative de radiodiffusion MF 103,5 de Lanaudière fait à son tour l'acquisition de la station en 1997 après la faillite de son propriétaire précédent. 
Les actifs de la coopérative seront finalement acquis par le groupe Attraction Radio en 2014 à la suite de l'approbation réglementaire du CRTC.
Le 3 septembre 2019, Arsenal Media annonce que la station fera désormais partie de la marque O.